# Моје ди Сото (Бреша)
Моје ди Сото је насеље у Италији у округу Бреша, региону Ломбардија.
Према процени из 2011. у насељу је живело 240 становника. Насеље се налази на надморској висини од 148 м.